# Криптоміцети
Криптоміцети (лат. Cryptomycota), або розеліди (лат. Rozellida) — тип протистів, близькоспоріднений зі справжніми грибами. Усі представники — облігатні внутрішньоклітинні паразити або паразитоїди еукаріотичних організмів. Станом на 2015 рік таксон включає 3 описаних родів: Rozella (26 видів), Paramicrosporidium (2 види) і Nucleophaga (1 вид). Крім того до криптоміцет відносять велику кількість послідовностей генів рибосомальних РНК, отриманих за допомогою методів метагеноміки.

## Біологія
Всі описані види розелідів є внутрішньоклітинними паразитами або паразитоїдами. Представники роду Rozella уражають водяні форми грибів і ооміцетів. Вид R. coleochaetis був виявлений у зеленої водорості Coleochaete, Paramicrosporidium і Nucleophaga інфікують представників амебозоїв, розвиваючись всередині ядер своїх господарів.
Серед клітин криптоміцет, виділених із проб навколишнього середовища за допомогою методики TSA-FISH і що не належать до описаних видів, були виявлені форми, які утворюють асоціації з іншими організмами, в першу чергу з діатомеями. Автори даного дослідження припустили, що ці криптоміцети можуть вести вільноживучий епібіотичний спосіб життя. Проте не виключено, що ці клітини є інвазивними цистами, прикріпленими до клітин організму-господаря (така стадія життєвого циклу характерна для представників Rozella).

## Життєвий цикл
У розелід описані два принципово різних варіанти життєвого циклу. Перший характерний для представників роду Rozella: рухливі зооспори контактують з клітиною хазяїна і інцистуються. Циста формує трубку, що проростає в клітину хазяїна, а також велику вакуолю на задньому кінці. За рахунок розширення останньої відбувається впровадження амебоїдного протопласта паразита з цисти в клітину, що заражається. Паразит активно росте і харчується, в тому числі за допомогою фагоцитозу. Потім в клітці паразита починається поділ ядер, і утворюється спорангій, в якому формується велика кількість нових зооспор, які виходять у зовнішнє середовище для зараження інших клітин або інших особин. Окрім того, деякі види Rozella можу формувати спочиваючі спори, призначені для переживання несприятливих умов.
Інший варіант життєвого циклу характерний представникам родів Paramicrosporidium і Nucleophaga. Нерухомі спори паразитів фагоцитуються амебами та інвазують ядра останніх. Паразити активно ростуть і живляться, після чого перетворюються в одноклітинні спорангії, в яких формуються нові спори. Протягом всього розвитку паразитів ядерна оболонка амеб залишається інтактною. Після того, як весь обсяг ядра виявляється зайнятий паразитами, відбувається руйнування клітини-господаря і вихід спор у зовнішнє середовище.

## Особливості будови клітини
Розмір клітин розелід коливається від 1 до 10 мікрометрів, залежно від стадії життєвого циклу та видової приналежності. Всі стадії життєвого циклу Rozella, за винятком зрілих спочиваючих спір, позбавлені хітинової клітинної стінки і мають стандартний набір клітинних органел. Зооспори Rozella несуть одиночний джгутик, розташований на задньому кінці клітини. Спори Paramicrosporidium і Nucleophaga багато в чому схожі на спори мікроспоридій, мають овальну або округлу форму, вкриті хітиновою і білковою оболонками, позбавлені джгутика і мітохондрій. У Paramicrosporidium виявлені структури, що нагадують компоненти апарату екструзії мікроспоридій: полярний філомент і якірний диск.

## Метаболізм
Станом на 2015 рік дані про метаболізм доступні тільки для виду Rozella allomycis, геном якого був розшифрований. Мітохондріальний геном даеого виду демонструє значну ступінь редукції і представлений кільцевою молекулою розміром близько 12 тисяч пар нуклеотидів, яка кодує шість білків — компонентів дихального ланцюга переносу електронів. При цьому, у R. allomycis відсутні комплекс I даної системи. У геномі цього виду також виявлені всі компоненти циклу Кребса, що свідчить про можливості даного організму продукувати АТФ за допомогою окисного фосфорилювання.
При цьому, у R. allomycis були виявили унікальні елементи метаболічної системи, що характерні для мікроспоридій: альтернативний дихальний ланцюг, представлений цитоплазматичною та мітохондріальною формами НАДН-дегідрогенази та альтернативної оксидази, а також нуклеотидні переносники, використовувані мікроспоридіями для прямого транспорту АТФ із цитоплазми клітини-господаря.

## Систематичне положення: історія та сучасні уявлення

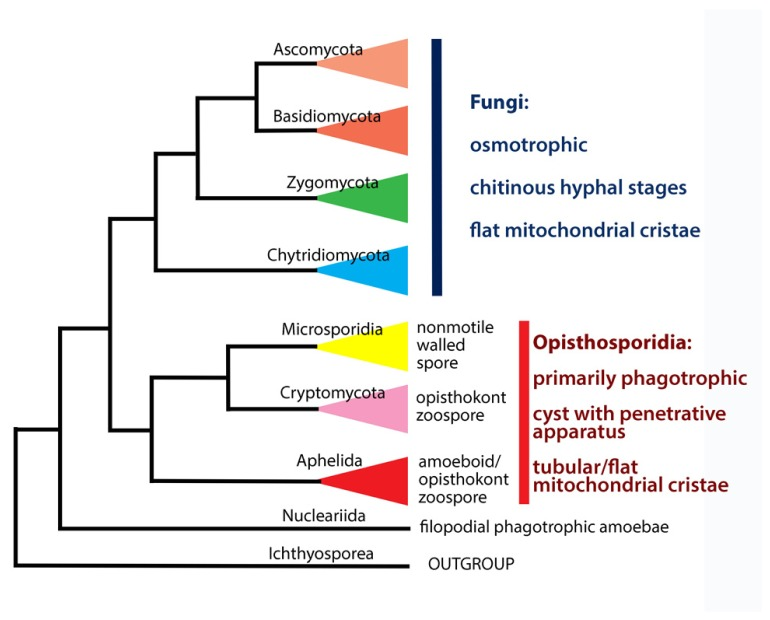
Філогенетичне древо угруповання «Holomycota». Кріптомицети разом із мікроспоридіями і афелідами формують сестринський для грибів таксон Opisthosporidia

Рід Rozella був описаний 1872 року французьким ботаніком Максимом Корню. Ці організми вважалися хитрідіеєвими грибами до публікації результатів молекулярно-філогенетичних досліджень Lara зі співавторами 2010 року. Автори продемонстрували, що Rozella разом із кладою LKM11, представленої послідовностями генів, виділених за допомогою методів метагеноміки, формує окремий монофілетичний таксон. Автори визначили цю кладу, як найбазальнішу гілку у складі грибів і дали їй назву Rozellida.
2011 року Jones зі співавторами опублікували формальний таксономічний опис даної групи, де присвоїли їй ранг типу і назва Cryptomycota. 2013 року James зі співавторами  опублікували результати розшифровки генома Rozella allomycis, де було показано, що криптоміцети поділяють багато унікальних рис із мікроспоридіями (спорідненою до грибів групою внутрішньоклітинних паразитів), і саме мікроспоридії є найближчими родичами розелід.
2014 року Corsaro зі співавторами описали новий вид криптоміцет: Paramicrosporidium, які морфологічно принципово відрізняється від Rozella і багато в чому схожий із мікроспоридіями. На підставі цього автори дали нову таксономічну характеристику криптоміцет, а також запропонували нову назву групи: Rozellomycota. Того ж року Karpov зі співавторами продемонстрували, що криптоміцети разом із мікроспоридіями і афелідами (таксон споріднених до грибів паразитоїдів водоростей) є сестринськими групами і всі три клади, у свою чергу, формують сестринський таксон стосовно грибів.